# 新保守主義 (日本)
新保守主義是日本自民黨的一種政治理念。近些年来，媒体会用“新保守主义”来指代日本保守主义者的鷹派新世代。他们和其他日本保守主义者不同，在日本自卫队问题上更加积极，时常会提出一些在西方媒体看来“政治不正确”的言论（以石原慎太郎为代表）。尽管如此（抑或是正因如此），新保守主义者在日本国内颇受欢迎，对中年人群的影响力最大。中华人民共和国、朝鲜民主主义人民共和国、大韩民国、日本都有使用此词。

## 简介
日本新保守主义，也被称为新国防学派，是亚洲媒体使用的一个术语，用来指代日本新一代鹰派保守派。他们与年长的日本保守派的不同之处在于，他们对日本自卫队采取更“积极”的观点，并且以发表在西方被视为政治不正确的言论而闻名（石原慎太郎尤其以此着称）。尽管如此，或者正因为如此，他们在全国享有相当的知名度，尤其是在中年人口中。 中国、朝鲜和韩国以及日本使用该术语来描述它们。
作为战后一代的成员，他们认为自己对日本的征服、战时历史和日本的战争罪行没有责任或负罪感。 他们将中国视为一个为了政治利益而怀恨在心的国家，而不是接受日本的道歉。 他们表现出强烈的爱国自豪感，强调日本的国际作用。 他们认为朝鲜和韩国与日本的关系不再特别特殊，而是希望将其重建为“正常关系”——在这种关系中，日本的战争罪恶感不再是双边谈判的一个因素。 因此，他们也支持修改日本宪法，尤其是被视为过时的第9条，以在日本地位“正常化”（即使该国重新武装到大多数其他国家的水平）方面取得进展。
新保守派通常避开传统的党派派系主义，与国防相关的立法者结成联盟，并创建自己的研究委员会。2001年成立的两党“新世纪安保青年议员团”是日本国会新保守派的骨干力量。 请注意，标题中的“年轻”是相对的——40多岁和50多岁，他们比大多数60多岁和70多岁的有权势的政治家更年轻。